# Conspiració
|  | Aquest article tracta sobre la pel·lícula de 1997 dirigida per Richard Donner. Vegeu-ne altres significats a «Conspiració (pel·lícula)». |

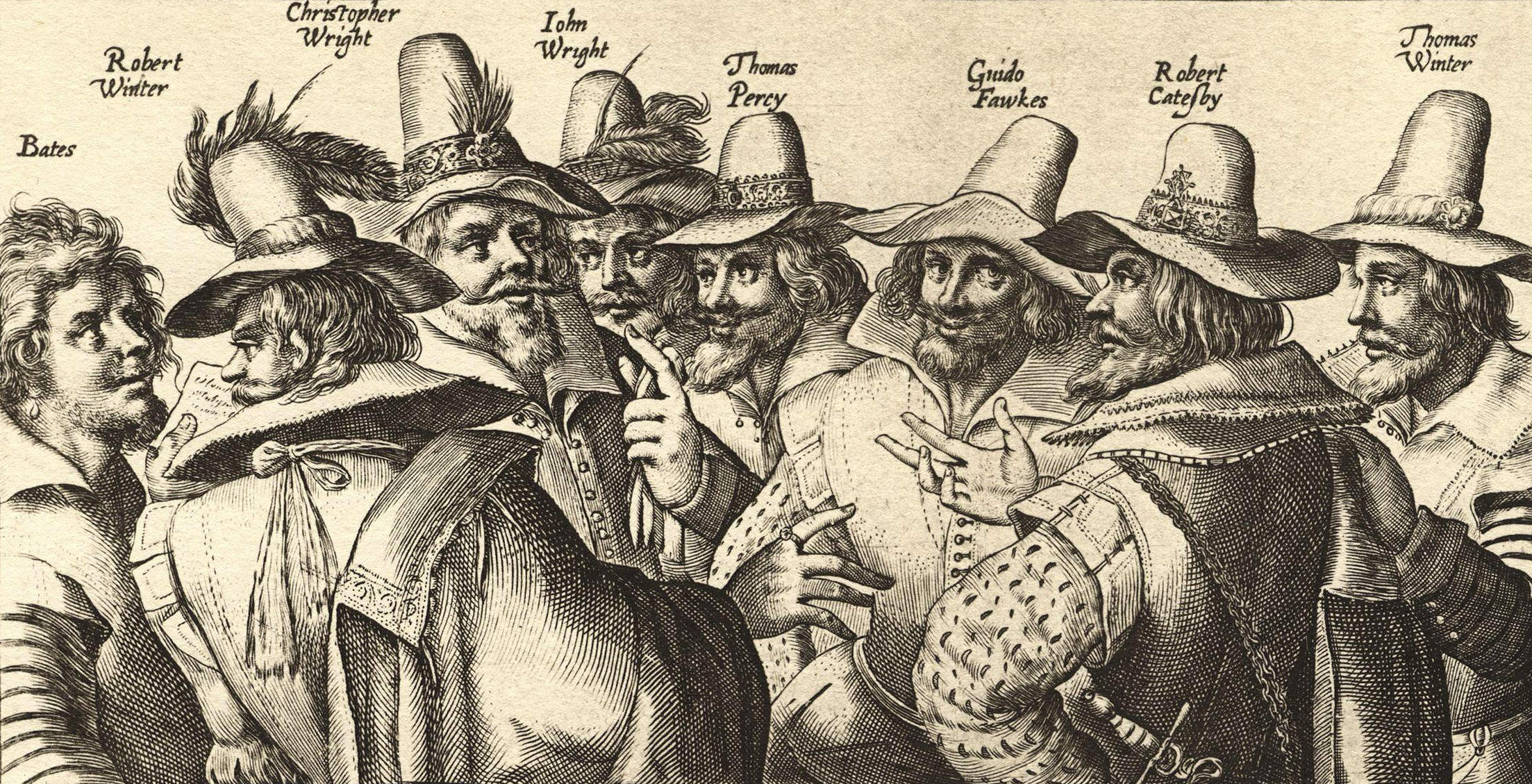
Gravat del, on es representa als participants en la Conspiració de la pólvora.

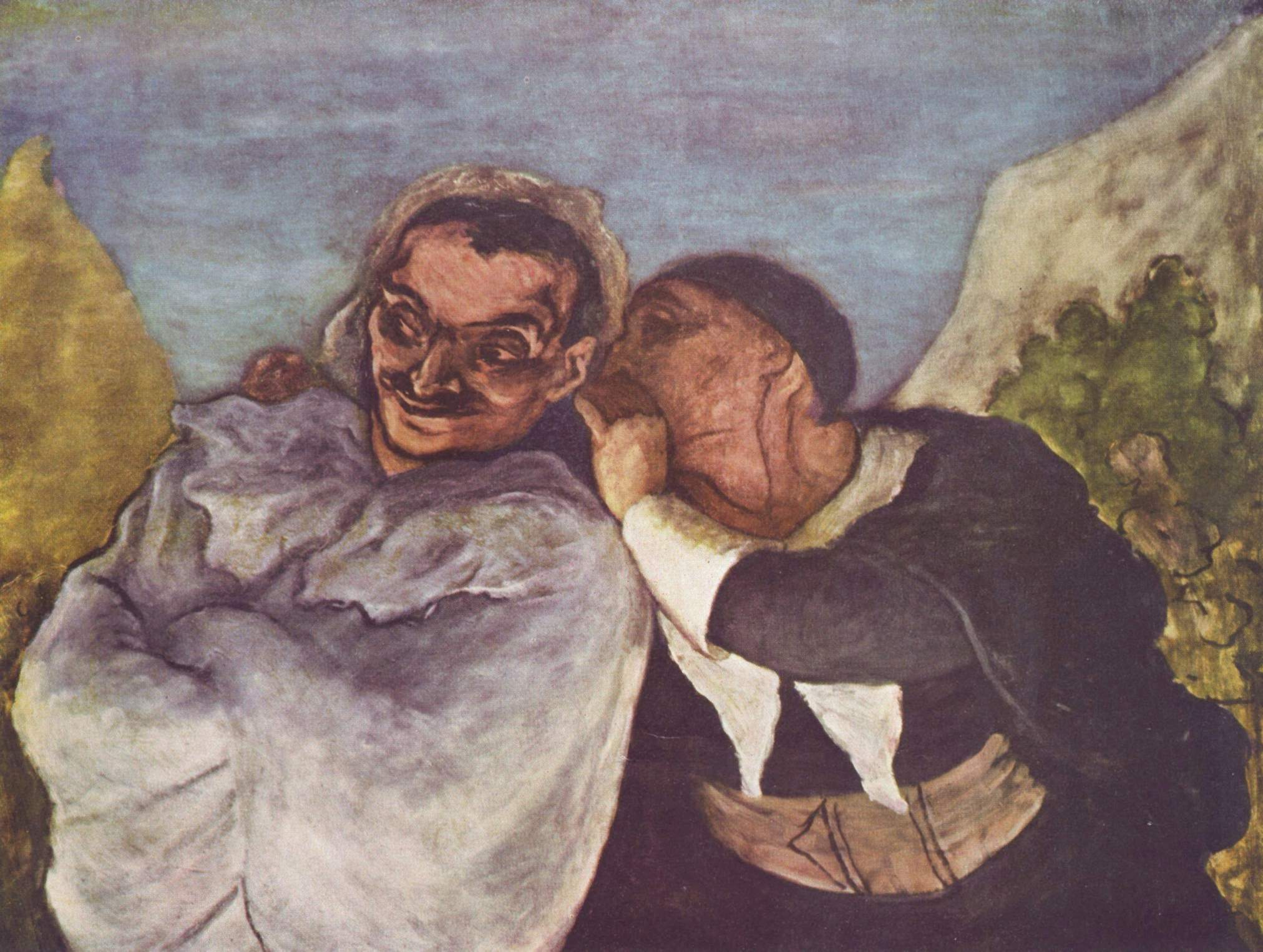
Crispin i Scapin, pintura a l'oli d'Honoré Daumier, 1858-1860.

Una conspiració és una entesa secreta entre diverses persones, amb l'objectiu d'enderrocar el poder establert, i / o amb vista a atemptar contra la vida d'una o diverses personalitats (autoritats), per així trastocar el funcionament d'una estructura legal.
El terme «conspiració» i els seus gairebé sinònims, «complot» i «conjuració», han estat objecte de diferenciacions semàntiques, per part de diversos especialistes del llenguatge.
Els objectius d'una conspiració són variats, així com els seus mitjans. El fals testimoniatge i el rumor, el segrest, l'atemptat, l'assassinat, i el cop d'Estat es troben entre els mètodes més visibles i més utilitzats de les conspiracions comuns. Si bé un cop d'Estat necessita generalment el secret dels colpistes, tots els assassinats i tots els atemptats no s'inscriuen en el marc d'una unió secreta d'aquesta mena, i alguns poden ser fins i tot individuals.